# Polson
Polson város az USA Montana államában, Lake megyében, melynek megyeszékhelye is. Lakosainak száma 5148 fő (2020. április 1.).

## Népesség
A település népességének változása:

| 2010 | 4 488 |
| 2020 | 5 148 |